# Eugen Polanski
Eugen Polanski (Sosnowiec, 17 marzo 1986) è un ex calciatore tedesco naturalizzato polacco, di ruolo centrocampista.

## Biografia
Eugen Polanski è nato nel 1986 a Sosnowiec. Nel 1988 emigrò con la sua famiglia dalla Polonia in Germania, dove la famiglia si stabilì a Viersen o Mönchengladbach.

## Carriera

### Club
La sua prima squadra è il Concordia Viersen ma dalla stagione 2004-2005 passa al Borussia Mönchengladbach. Alla sua terza apparizione in Bundesliga il 19 novembre 2005 realizza il suo primo gol nella partita contro il Bayer Leverkusen che termina 1-1. Nel girone di ritorno dello stesso campionato diventa il mediano titolare del Borussia. Nella stagione seguente, tuttavia, non conferma il suo rendimento e il nuovo allenatore Jupp Heynckes gli concede solo poche presenze.
Il 7 giugno 2007 annuncia ufficialmente la sua volontà di rimanere al Borussia nonostante la squadra sia retrocessa nella Zweite BundesligaIl suo ruolo viene stabilmente occupato dall'inamovibile Patrick Paauwe e per tutto il girone d'andata Polanski si deve accontentare di alcune sporadiche apparizioni.
Anche nel girone di ritorno il giocatore pare accantonato dall'allenatore Jos Luhukay, che il 14 marzo 2008 annuncia in conferenza stampa che la società non rinnoverà il contratto al mediano, in scadenza a fine stagione. Nel luglio 2008 è passato alla squadra spagnola del Getafe.

### Nazionale
L'8 giugno 2012 esordisce da titolare agli Europei nella sfida inaugurale contro la Grecia (1-1).

## Palmarès

### Club

#### Competizioni nazionali
- Campionato tedesco di seconda divisione: 1

Borussia Mönchengladbach: 2007-2008